# 670年
| 千纪： | 1千纪                                                                                           |
| 世纪： | 6世纪 \| 7世纪 \| 8世纪                                                                         |
| 年代： | 640年代 \| 650年代 \| 660年代 \| 670年代 \| 680年代 \| 690年代 \| 700年代                       |
| 年份： | 665年 \| 666年 \| 667年 \| 668年 \| 669年 \| 670年 \| 671年 \| 672年 \| 673年 \| 674年 \| 675年 |
| 纪年： | 庚午年（马年）；唐（新罗）總章三年，咸亨元年                                                    |

## 大事记
- 原高句麗將領劍牟岑扶植高句麗王室安舜在百濟故地建立起高句麗復興政權，唐朝派高侃率兵進行鎮壓，安舜與劍牟岑失敗後發生分歧，安舜下令處死劍牟岑後南逃後，被新羅文武王為高句麗王，在今韓國益山市建立了報德國，唐朝與新羅同盟關係破裂，新羅攻打唐朝在百濟的駐軍，唐朝與新羅的戰爭開始。
- 四月，吐蕃陷白州等一十八州，又與于闐合眾襲龜茲，陷之。唐朝罷安西四鎮。
- 四月，唐朝為了收復安西四鎮和幫助吐谷渾復國，以薛仁貴為為邏娑道行軍大總管，阿史那道真、郭待封為副總管護送吐谷渾王還青海，與吐蕃爆發大非川之戰，最終唐軍於八月戰敗，吐谷渾徹底被吐蕃吞併，唐朝被迫將安西都護府遷至西州（今新疆吐魯番）。
- 日本成立庚午年籍，為日本最早的戶籍制度。

## 各国领袖

### 美洲
- 玛雅 - 巴加尔二世, 帕伦克君主 (615–683)

### 亚洲
- 中国 (唐朝) - 唐高宗，中国皇帝 (649–683)
- 日本 (飞鸟时代) - 天智天皇，日本天皇 (661–672)
- 朝鲜半岛 (统一新罗) - 文武王，新罗王 (661–681)
- 吐蕃 - 芒松芒赞，吐蕃赞普 (650–677)
- 高棉帝国 - 阇耶跋摩一世，高棉王 (657–681)
- 印度
  - 遮娄其王朝 – Vikramaditya I (655–680)
  - 东遮娄其王朝 – Jayasimha I (641–673)
  - 西恒伽王朝 – Bhuvikarma (654–679)
  - 巴拉瓦王朝 - 
    - Mahendravarman II (668–670)
    - Paramesvaravarman I (670–695)

### 中东
- 阿拉伯帝国 - 穆阿威叶一世，倭马亚王朝哈里发 (661–680)

### 欧洲
- 拜占庭帝国 - 君士坦丁四世 (668–685)
- 法兰克王国 - 
  - 奥斯特拉西亚 - 希尔德里克二世, 奥斯特拉西亚王 (662–675)
  - 纽斯特里亚和勃根地王国 - 克洛泰尔三世, 纽斯特里亚王 (655–673)
- 西哥特王国 - 拉斯文思 (649–672)
- 保加利亚第一帝国 - 阿斯巴鲁赫 (668–695)
- 伦巴底王国 - 格里摩尔德（英语：Grimoald, King of the Lombards） (662–671)
- 英格兰 (七国时代) - 俄斯维乌（英语：Oswiu of Northumbria）, 不列颠的统治者（Bretwalda）
  - 东盎格利亚 - 埃尔德伍尔夫（英语：Ealdwulf of East Anglia） (664–713)
  - 埃塞克斯王国 - 
    - 西格赫尔（英语：Sighere of Essex） (664–683)
    - 塞比（英语：Sæbbi of Essex） (664–694)

  - 肯特王国 - 艾格伯特（英语：Ecgberht of Kent） (664–673)
  - 默西亚王国 - 伍尔夫赫尔（英语：Wulfhere of Mercia）, 默西亚王 (658–675)
  - 诺森布里亚 -
    - 伯尼西亚 - 
      - 俄斯维乌（英语：Oswiu）, 伯尼西亚王（英语：King of Northumbria） (642–670)
      - 艾格弗里斯（英语：Ecgfrith of Northumbria）, 伯尼西亚王（英语：King of Northumbria） (670–685)

    - 德伊勒 - 艾尔菲维恩（英语：Ælfwine of Deira） (670–679)

  - 萨塞克斯王国 - Æthelwealh (c.660-c.685)
  - 韦塞克斯 - 森沃尔赫（英语：Cenwalh of Wessex）, 韦塞克斯王 (643–674)
- 苏格兰
  - 达尔里阿达 - Domangart mac Domnaill, 达尔里阿达（Dál Riata）王 (660–673)
  - 斯特拉斯克莱德王国 - Elfin of Alt Clut (658–693)
- 威尔士 -
  - 格威尼德王国 - Cadwaladr (655–682)
  - 波伊斯王国

## 逝世
- 孝明高皇后，武則天之母楊氏，隋朝宗室楊達之女。
- 李淳風，唐朝政治人物、天文學家、和數學家。